# Roanoke International Tennis 1974 - Doppio
Il doppio del torneo di tennis Roanoke International Tennis 1974, facente parte della categoria Grand Prix, ha avuto come vincitori Vitas Gerulaitis e Sandy Mayer che hanno battuto in finale Ian Crookenden e Jeff Simpson con il punteggio di 7–6, 6–1.

## Tabellone

### Legenda
| - Q = Qualificato - WC = Wild card - LL = Lucky loser | - ALT = Alternate - SE = Special Exempt - PR = Protected Ranking | - w/o = Walkover - r = Ritirato - d = Squalificato |

|  | Quarti di finale               | Quarti di finale               | Quarti di finale               | Quarti di finale | Quarti di finale |  |  | Semifinali                   | Semifinali                   | Semifinali                   | Semifinali                  | Semifinali                  |   |   | Finale                       | Finale                       | Finale                       | Finale | Finale |  |
|  |                                |                                |                                |                  |                  |  |  |                              |                              |                              |                             |                             |   |   |                              |                              |                              |        |        |  |
|  | J Fassbender Karl Meiler       | J Fassbender Karl Meiler       | 6                              | 7                | 6                |  |  |                              |                              |                              |                             |                             |   |   |                              |                              |                              |        |        |  |
|  | Jeff Austin Iván Molina        | Jeff Austin Iván Molina        | 7                              | 5                | 4                |  |  | J Fassbender Karl Meiler     | J Fassbender Karl Meiler     | J Fassbender Karl Meiler     | 4                           | 4                           |   |   |                              |                              |                              |        |        |  |
|  | Vitas Gerulaitis Sandy Mayer   | Vitas Gerulaitis Sandy Mayer   | Vitas Gerulaitis Sandy Mayer   | 7                | 6                |  |  | Vitas Gerulaitis Sandy Mayer | Vitas Gerulaitis Sandy Mayer | Vitas Gerulaitis Sandy Mayer | 6                           | 6                           |   |   |                              |                              |                              |        |        |  |
|  | Belus Prajoux H Joachim Ploetz | Belus Prajoux H Joachim Ploetz | Belus Prajoux H Joachim Ploetz | 5                | 2                |  |  |                              |                              |                              |                             |                             |   |   | Vitas Gerulaitis Sandy Mayer | Vitas Gerulaitis Sandy Mayer | Vitas Gerulaitis Sandy Mayer | 7      | 6      |  |
|  | Ian Crookenden Jeff Simpson    | Ian Crookenden Jeff Simpson    | Ian Crookenden Jeff Simpson    | 7                | 6                |  |  |                              |                              | Ian Crookenden Jeff Simpson  | Ian Crookenden Jeff Simpson | Ian Crookenden Jeff Simpson | 6 | 1 |                              |                              |                              |        |        |  |
|  | N Kalogeropoulos J Pinto-Bravo | N Kalogeropoulos J Pinto-Bravo | N Kalogeropoulos J Pinto-Bravo | 5                | 3                |  |  | Ian Crookenden Jeff Simpson  | Ian Crookenden Jeff Simpson  | Ian Crookenden Jeff Simpson  | 6                           | 6                           |   |   |                              |                              |                              |        |        |  |
|  | John Feaver Ian Fletcher       | John Feaver Ian Fletcher       | 5                              | 6                | 6                |  |  | John Feaver Ian Fletcher     | John Feaver Ian Fletcher     | John Feaver Ian Fletcher     | 1                           | 2                           |   |   |                              |                              |                              |        |        |  |
|  | Anand Amritraj Vijay Amritraj  | Anand Amritraj Vijay Amritraj  | 7                              | 1                | 4                |  |  |                              |                              |                              |                             |                             |   |   |                              |                              |                              |        |        |  |